# Berig
Berig (fl. XV secolo a.C.) è stato il re dei Goti che, secondo Giordane, guidò i Goti con tre navi dalla Scandza (Scandinavia) alla Gothiscandza (il bacino della Vistola)..
I Goti vi si insediarono attaccando i Rugi che abitavano le coste, e cacciandoli dalle loro case. In seguito vinsero anche una battaglia contro i Vandali. Secondo Giordane, questi eventi accaddero attorno al 1490 a.C.
Berig non ha altri nomi con cui è conosciuto. Cassiodoro potrebbe esserselo inventato, ispirandosi al nome di Βέρικος (Berikos o Verica).
Recenti scavi archeologici hanno dimostrato che la trasformazione della cultura di Oksywie in quella di Wielbark fu pacifica. Il periodo in cui avvenne coincide con l'apparizione di un nuovo popolo di origini scandinave nell'area precedentemente inabitata situato tra la cultura di Oksywie e quella di Przeworsk. È molto probabile che il nuovo popolo apparso sulla costa meridionale del Mar Baltico all'inizio del I secolo, catalizzando la trasformazione da cultura di Oksywie in Wielbark poi divenuta famosa col nome di Goti, debba essere identificato con il gruppo guidato da Berig e descritto da Giordane. L'area in cui si insediarono suggerisce l'idea che Berig possa essere stato invitato a difendere le tribù note come cultura di Okywie dai vicini meridionali, i Vandali.